# Malasits Zsolt
Malasits Zsolt (Győr, 1961 –) festőművész.

## Élete
Képzőművészeti tanulmányait 1989-1993 között Finnországban folytatta.
1984 óta készít művészi színvonalú műtárgyakat. Alkalmazott technikái: kerámia-, kő-, bronzszobrok, kézműves papírra olajjal, vászonra akrillal és olajjal készített festmények. 1998-ban megnyitotta Győr történelmi belvárosában a Malasits Galériát, ahol a mai napig alkot.
2000-ben megalakul a Korszakváltó csoport, melynek alapító tagja és művészeti vezetője. A csoport ismert, híres festőkből áll, akik óriás ponyvaképeket festenek és helyeznek el a város épületeinek falára.
2008-ban létrehívta a Három kéz művészeti csoportot.
2017-ben megfestette Szent László Ikon című képét - több technikával -, melyekből egy a krakkói magyar főkonzulátusra került állandó bemutatásra, Szent László krakkói születése lévén.
Győr kulturális életében 1993 óta aktívan részt vesz.
Nevéhez számtalan önálló és csoportos kiállítás, általa szervezett kulturális program, jótékonysági rendezvény és felajánlás fűződik.
2017-ben 16, egyenként 80×103 cm vászonból Óriásképet festett és állított össze, amit egy rendezvényen darabonként licitre bocsátott, és a bevétel jelentős részét jótékonyságra ajánlotta fel.

## Motiváció
Régóta foglalkoztatják az emberi kapcsolatok, ember Istenhez, ember emberhez való viszonya. Az élet dolgai, szeretet, szerelem, az ember útkeresése a teremtett világban. Ezen témák köré rendeződnek munkái. Képein rendszeresen megjelenik motívumként a hal, ami az állandó metamorfózist és a dolgok megfoghatatlanságát szimbolizálja. A meleg színvilág, a formanyelv a tiszta életre való vágyakozást jeleníti meg.
Nemcsak vizuális élményt akar nyújtani, hanem gondolatokat ébreszteni is. Belső életét alapvető kettősség jellemzi: a jó és a rossz, az önzés és az önfeláldozás, mely hadakozik alkotói lelkében.
A kezét sokszor a lelkén áthatoló isteni gondviselés, sugallat vezeti, mely jóval erősebb és tisztább, a földi ego korlátolt elképzeléseinél.
Művészetét alapvetően a spiritualitás, a szakralitás és a tiszta, szent királyaink időszakából fennmaradt hagyományok bemutatása jellemzik.

## Sikerei
Győr város hírnevét több külföldön rendezett, nemzetközi művészeti fesztiválon öregbíti. Többek között 2016-ban Franciaországban, ahol két arany minősítést is nyert két különböző nemzetközi kiállításon, valamint 2017-ben Lengyelországban a lengyel–magyar napokon.
Kiállításokon díjat nyert Olaszországban és két alkalommal Franciaországban.
Hazáján kívül kiállít Szlovákiában, Finnországban, Svédországban, Ausztriában, Olaszországban, Franciaországban, Svájcban, Horvátországban és Lengyelországban is.